# フィタノイルCoAジオキシゲナーゼ
フィタノイルCoAジオキシゲナーゼ（phytanoyl-CoA dioxygenase）は、次の化学反応を触媒する酸化還元酵素である。
フィタノイルCoA + 2-オキソグルタル酸 + O2 {\displaystyle \rightleftharpoons } 2-ヒドロキシフィタノイルCoA + コハク酸 + CO2
反応式の通り、この酵素の基質はフィタノイルCoAと2-オキソグルタル酸とO2、生成物は2-ヒドロキシフィタノイルCoAとコハク酸とCO2である。
組織名はphytanoyl-CoA, 2-oxoglutarate:oxygen oxidoreductase (2-hydroxylating)で、別名にphytanoyl-CoA hydroxylaseがある。